# Вулиця Леся Курбаса (Біла Церква)
Ву́лиця Ле́ся Ку́рбаса — одна з центральних вулиць у місті Біла Церква, що сполучає площу Торгову та бульвар Олександрійський.

## Історія

Меморіальна таблиця Шолом-Алейхему на будинку книжкової фабрики

Початково вулиця називалася Клубною, пізніше — Карла Маркса.
У 1883—1887 роках відомий єврейський письменник і драматург Шолом-Алейхем жив та працював у будинку, що раніше знаходився на цій вулиці, на місці сучасної будівлі Білоцерківської книжкової фабрики. Оригінальний будинок було знищено під час Другої світової війни.

## Сполучення з іншими вулицями
Вулиця Леся Курбаса має з'єднання або перехрестя з вулицями та площами:
- площа Торгова
- провулок Клубний
- бульвар Олександрійський
- вулиця Преображенська

## Об'єкти
- № 3 — Міськрайонне управління Держгеокадастру у Білоцерківському районі та місті Біла Церква[6]
- № 3 — Відділ з питань торгово-побутового обслуговування населення і громадського харчування Білоцерківської міської ради[7]
- № 4 — ПрАТ «Білоцерківська книжкова фабрика»[8]

На вулиці Леся Курбаса знаходиться вхід до міського парку імені Т. Г. Шевченка.

## Галерея

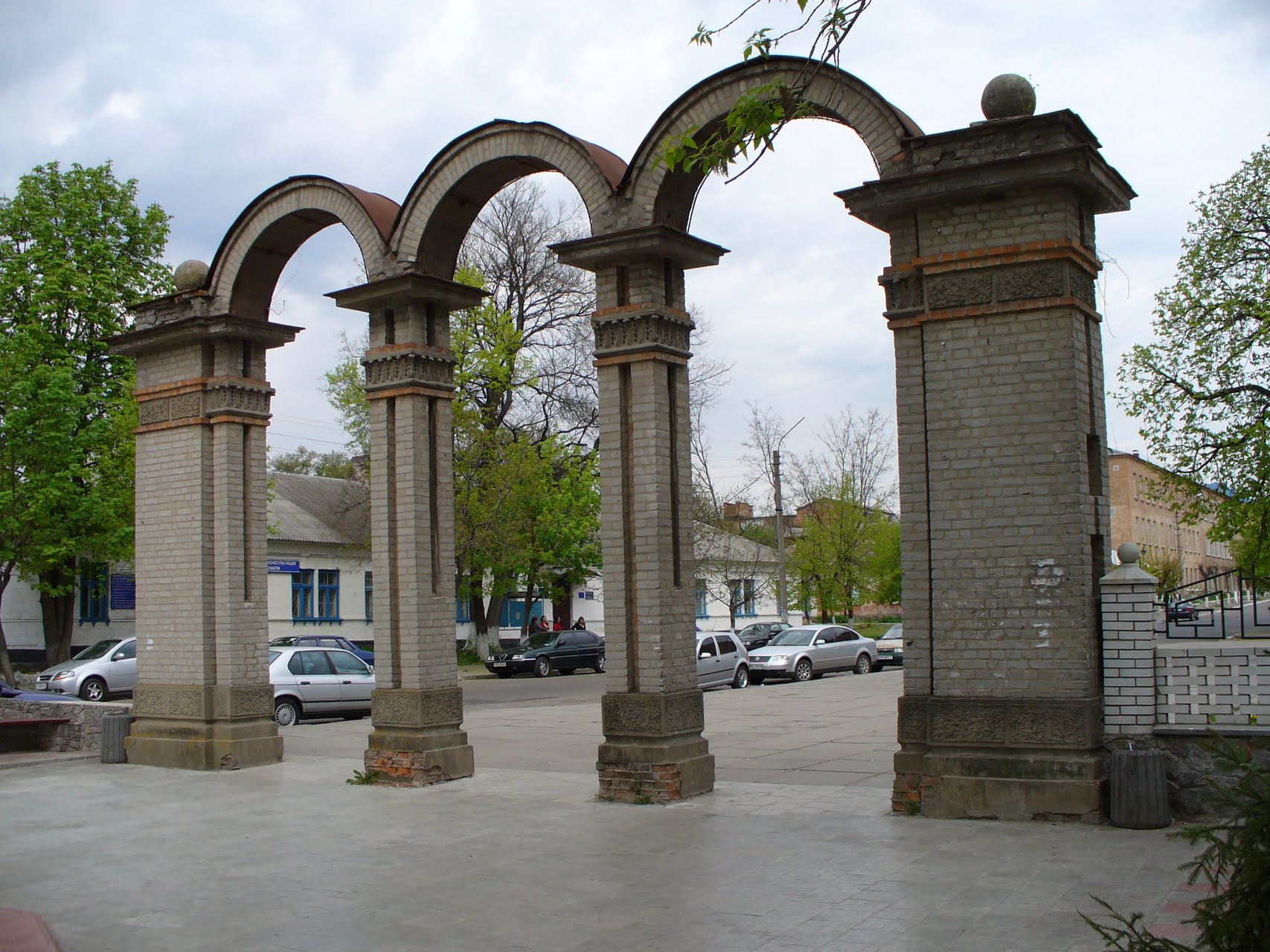
Вхід до парку імені Т. Г. Шевченка
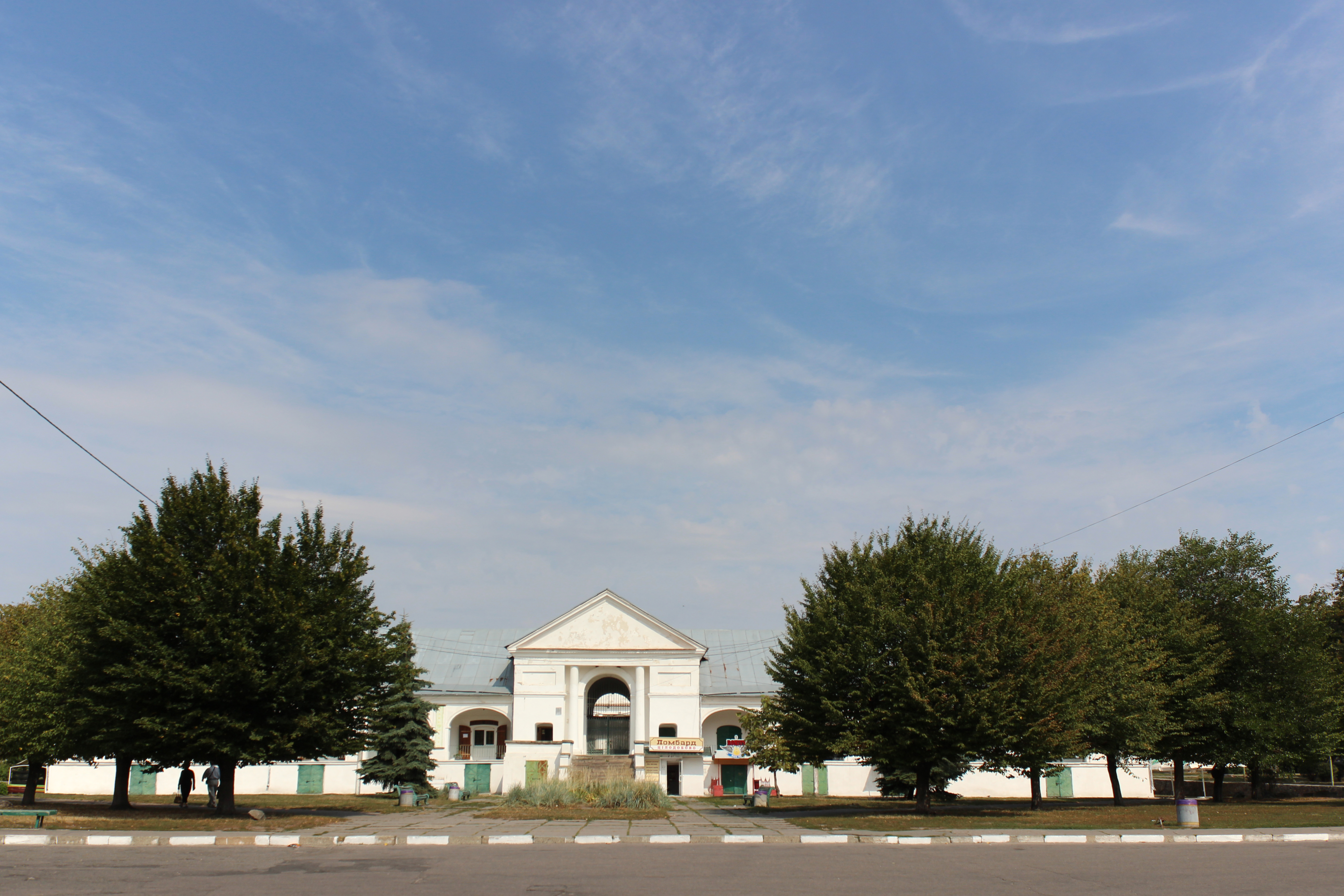
Вид на Торгову площу та Торгові ряди (БРУМ) з вулиці Леся Курбаса